# Kibja (Rosja)
Kibja (ros. Кибья) – wieś (dieriewnia) w Rosji, w Udmurcji, w rejonie kiznierskim. W 2010 liczyła 206 mieszkańców.